# Корнилов, Антон Юрьевич
Антон Юрьевич Корнилов (род. 17 июня 1990, Зеленодольск, Татарстан) — российский хоккеист на траве, игрок сборной России и хоккейного клуба ХК Динамо-Казань, выступающий на позиции нападающего.

## Спортивная биография

### Клубная карьера
Антон Корнилов — мастер спорта. Корнилов начинал заниматься хоккеем на траве в родном городе. Антон Корнилов в 2007 году выступает за Динамо-Казань. Корнилов в составе Динамо-Казань 10 раз выигрывал чемпионат России по хоккею на траве.

### Международная карьера
Антон Корнилов выступает за сборной России.

## Клубы
- 2007-н.в. — : ХК Динамо-Казань

## Статистика
Статистика Антона Корнилова
- Сезон 2015/16: ХК Динамо-Казань. Сыграл 28 матчей, забил 19 голов, из них 4 гола с штрафных ударов.
- Сезон 2016: ХК Динамо-Казань. Сыграл 10 матчей, забил 9 голов, из них 1 гол с штрафного удара.
- Сезон 2016/17: ХК Динамо-Казань. Сыграл 2 матча, забил 2 гола.
- Сезон 2017: ХК Динамо-Казань. Сыграл 24 матча, забил 21 гол, из них 1 гол с штрафного удара.